# John Parkinson
Pour les articles homonymes, voir Parkinson.
John Parkinson, né en 1567 et mort en 1650, est un botaniste anglais.
Apothicaire de profession, il cultive près de 500 espèces dans un jardin botanique à Londres. Il est l'apothicaire de Jacques Ier et reçoit le titre d'herboriste de Charles Ier en 1629 après la publication de Paradisi in Sole Paradisus Terrestris. Il s'agit plus d'un livre de jardinage que de botanique au sens strict. Il donne des conseils pour la culture des fleurs, des plantes culinaires et des orchidées. Il décrit un millier de plantes dont 780 font l'objet d'illustration (provenant pour la plupart des œuvres de Charles de L'Écluse (1525-1609), de Mathias de l'Obel (1538-1616) et de bien d'autres).

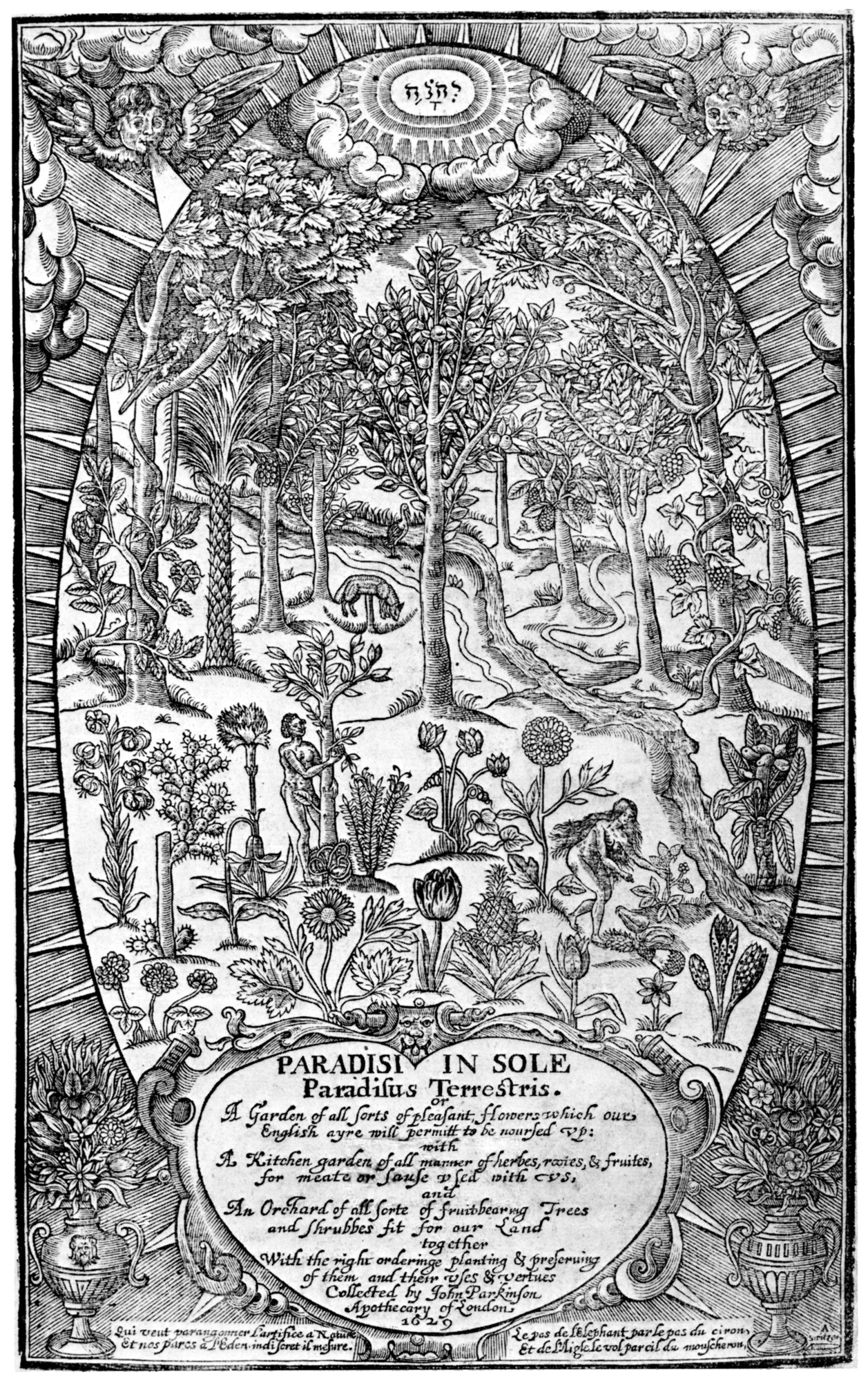
Frontispice de Paradisi in Sole Paradisus Terrestris montrant Adam et Ève dans le jardin d'Éden avec un agneau végétal (au centre).

En 1640, il fait paraître Theatrum botanicum, complément du précédent et traitant surtout des simples. Il y décrit 3 800 espèces.

## Publications
- Theatrum Botanicum : The Theater Of Plants. Or, An Herball Of Large Extent, 1640 : vol. 1
- Paradisi in sole paradisus terrestris ; or, a choise garden of all sorts of pleasant flowers which our English ayre will permitt to be noursed up … together with the right ordering, planting & preserving of them and their uses & vertues, all unmentioned in former herbals, 1656